# 人民出版社

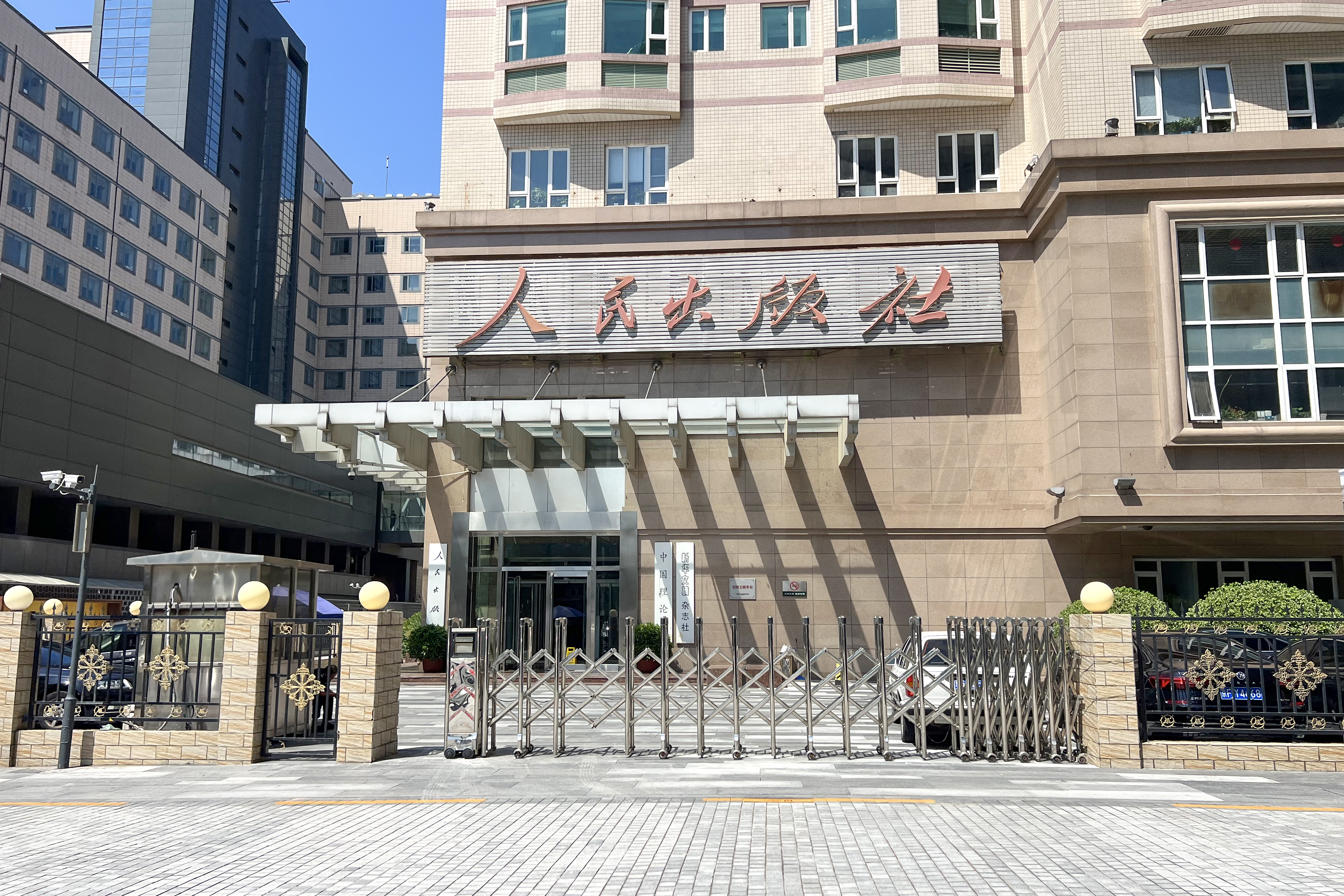
人民出版社总部

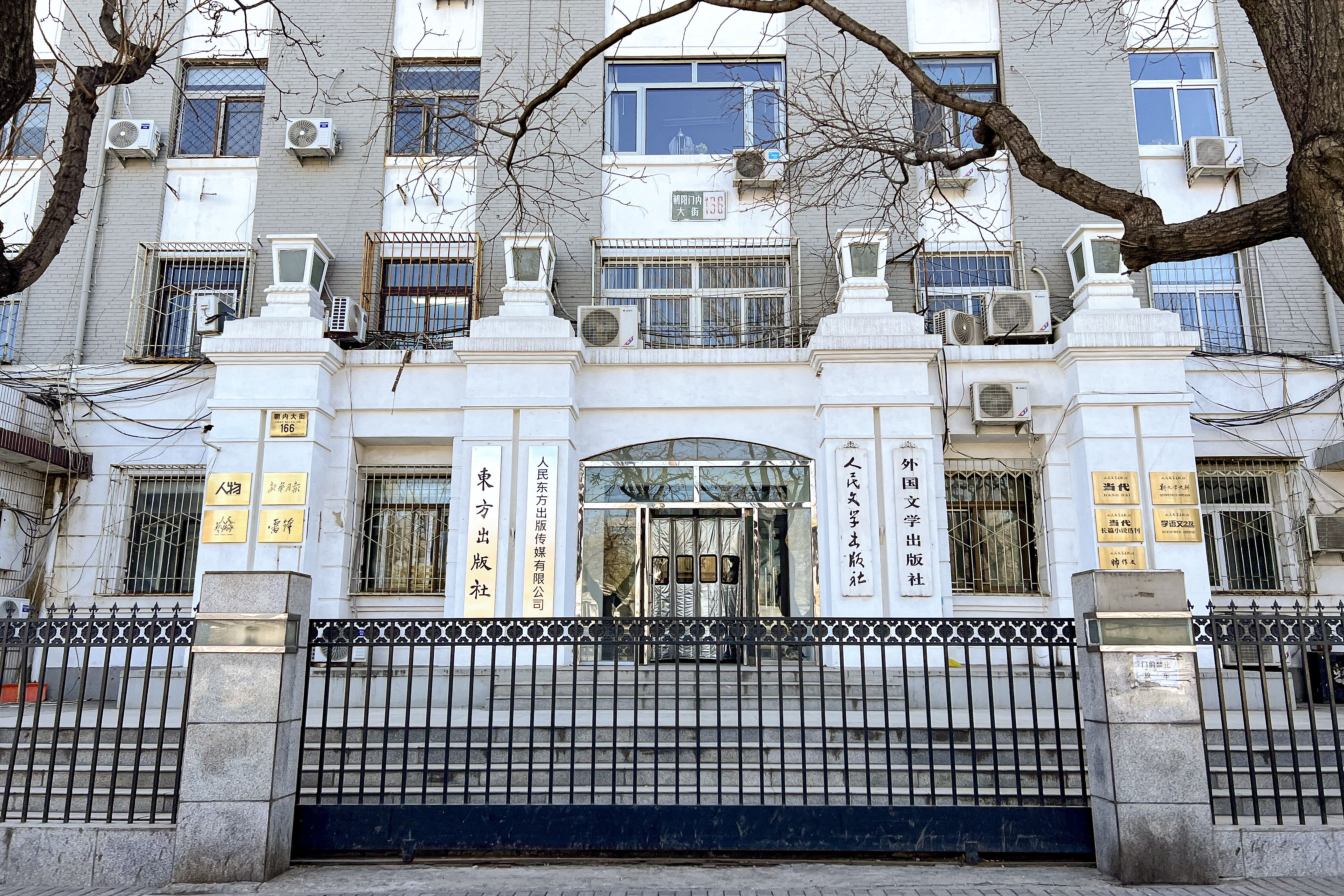
人民东方出版传媒有限公司在朝内大街166号楼挂牌

人民出版社是中华人民共和国的一家综合出版社，定位为“党和国家政治读物出版社”。主要负责马克思主义经典著作、党和国家领导人著作、中华人民共和国政府白皮书、国务院政府工作报告单行本等官方权威文献的出版工作。
1921年9月1日，中国共产党中央局在上海创办人民出版社，是中国共产党创办的第一家出版社。1950年12月1日，中共中央决定重建人民出版社，社名为中国共产党中央委员会主席毛泽东亲笔题写。最初为新华书店总管理处的出版部门，1951年实行图书出版、印刷、发行分工专业化时，新华书店总管理处原有的编辑出版机构改组为人民出版社。1951年—1986年间，三联书店并入人民出版社，保留名称作为人民出版社的出版副牌。1986年三联书店改名为“生活·读书·新知三联书店”并从人民出版社分出独立经营后，人民出版社又成立东方出版社作为出版副牌，着重于出版非政治类的书籍，亦有出版內部參考刊物（即「內部書」）。目前，人民出版社主要出版哲学和社会科学的书籍，并且是中国共产党和中华人民共和国政府政治、意识形态书籍的官方出版社。
2010年1月7日，人民出版社成立人民东方出版传媒，经营东方出版社。

## 重要出版物

### 书籍
马克思主义经典著作
- 《馬克思恩格斯全集》
- 《馬克思恩格斯選集》
- 《列寧全集》
- 《列寧選集》
- 《全集》
- 《斯大林選集》

党和国家领导人著作
- 《毛主席语录》
- 《毛泽东选集》
- 《毛泽东文集》
- 《邓小平文选》
- 《邓小平文集》
- 《江泽民文选》
- 《胡锦涛文选》
- 《習近平總書記系列重要講話讀本》（和學習出版社聯合出版）
- 《劉少奇選集》
- 《周恩來選集》
- 《朱德選集》
- 《董必武選集》
- 《陳雲文選》
- 《鄧穎超文集》
- 《薄一波文選》

历史学专著和论文集
- 《郭沫若全集·歷史編》
- 谭其骧《长水集》
- 葛劍雄《西漢人口地理》（中華人民共和國首批史學博士論文之一）
- 《中国历代帝王传记丛书》[2]

### 期刊
- 《新华月报》
- 《新华文摘》
- 《人物》